# Custom Chrome
Custom Chrome is een merk van motorfietsen.
Custom Chrome, Morgan Hill, Californië. 
Custom Chrome is een Amerikaans bedrijf dat in de jaren zestig als motorzaak onder de naam Coast Cycles. In 1970 ging men onder de naam Custom Chrome customs naar wens van de klant produceren, waarbij accessoires van toeleveranciers werden gebruikt. 
Tegenwoordig wordt alles in eigen beheer gemaakt, inclusief de motorblokken, die onder de naam Revtech ook aan andere producenten, zoals Orange County Choppers en Red Horse, worden geleverd.